# Гаїска Мендьєта
Гаїска Мендьєта (ісп. Gaizka Mendieta; нар. 27 березня 1974, Більбао) — іспанський футболіст, що грав на позиції півзахисника.
Виступав, зокрема, за «Валенсію», з якою став володарем Кубка та Суперкубка Іспанії, а також національну збірну Іспанії.

## Клубна кар'єра

### Ранні роки
Народився 27 березня 1974 року в місті Більбао. Батько Гаїски Хосе Луїс Мендьєта грав у нижчих лігах за «Кастельйон» з однойменної іспанської провінції. Свої перші футбольні кроки Гаїска зробив саме в цій команді. Але, відігравши 16 матчів у сезоні 1991/92, юний півзахисник був помічений скаутами «Валенсії» та перебрався до складу «кажанів». Ініціатором запрошення Мендьети став тодішній наставник «Валенсії» Гус Хіддінк.

### «Валенсія»
У перші роки в «Валенсії» півзахисник частіше залишався в запасі, ніж виходив на полі. Крім того, тренери в основному використовували Гаїску на правому фланзі, а не в центрі. Свій перший м'яч у кар'єрі Мендьєта забив лише через три роки після переходу до «Валенсії». Всього за перші п'ять сезонів у стані «кажанів» півзахисник взяв участь в 99 зустрічах та двічі вражав ворота суперників.
1997 року «Валенсію» очолив італійський фахівець Клаудіо Раньєрі. Саме з його приходом розпочався підйом футбольного клубу. Разом з командою ріс і Мендьєта. У сезоні 1997/98 Мендьєта забив 10 голів, а у наступному — 7. При Раньєрі «Валенсія» грала в оборонний футбол, намагаючись зловити суперників на контратаках. Для такої гри якнайкраще підходив Мендьєта, з його вмінням віддати гострий пас і баченням поля.
Після відходу італійця, який виграв з Валенсією Кубок та Суперкубок Іспанії, вирішив покинути команду і Мендьєта, вважаючи Раньєрі «своїм» тренером, але керівництво «Валенсії» доклало всіх зусиль та умовило Гаїска залишитися. На зміну Раньєрі до «Валенсії» прийшов Ектор Купер з «Мальорки», вивівши той скромний клуб у фінал Кубка Кубків. Купер змінив позицію і гру Мендьети. Формально він залишався грати на правому фланзі півзахисту, але став значно частіше зміщатися в центр та грати ближче до атаки. Гаїска став більше забивати, а його зв'язка з Клаудіо Лопесом стала відкриттям. Крім того Мендьєта став справжнім капітаном та лідером «Валенсії», який двічі поспіль виводив кажанів до фіналу Ліги чемпіонів. У сезоні 1999/00 Валенсія без варіантів програла мадридському «Реалу» 0:3. Проте, баск отримує приз найкращого півзахисника Європи за версією УЄФА. А наступний фінал з «Баварією» вийшов дуже драматичним. Вже на 3-й хвилині Мендьєта, без шансів для Олівера Кана, реалізує пенальті, Баварія отримує можливість відігратися тут же з ще одного 11-метрового, але Сантьяго Каньїсарес тягне удар Мехмета Шолля. У другому таймі ще один пенальті для «Баварії» реалізує Штефан Еффенберг, і гра дійшла до післяматчевих пенальті. Мендьєта свій удар впевнено реалізував, а ось Златко Захович, Амедео Карбоні та Маурісіо Пеллегріно свої шанси не використали, і Гаїска вдруге за два роки програв фінал ЛЧ. Мендьєта того сезону забив 10 голів та знову отримав приз найкращому півзахиснику Європи. Влітку за Мендьєтою почалося полювання, яку майже виграв мадридський «Реал», запропонувавши 24 млн євро, але в останній момент втрутився римський «Лаціо» і запропонував удвічі більше. Крім того «Реал» на той момент був прямим конкурентом «Валенсії», і «кажани» не бажали посилювати конкурента.

### «Лаціо»
Перехід за 46 млн євро став на той момент шостим в списку найдорожчих трансферів в історії, проте технічний іспанець виявився не готовий до жорсткого оборонного футболу Італії. Як потім згадував Мендьєта, «переїзд на Апенніни був викликом долі, і я відчував у собі сили ризикнути. Звичайно, сьогодні на багато що дивлюся по-іншому. Не розумів, що я собою являв і для чого я взагалі потрібен був команді. Але не в моїх правилах плакатися в жилетку — потрібно було зціпити зуби і працювати далі. Італійський футбол дійсно дуже динамічний: він набагато швидше, ніж я міг собі раніше уявити». За «орлів» протягом сезону Мендьєта провів лише 20 матчів, в яких не відзначився жодного разу і влітку 2002 року відправився в оренду в «Барселону».

### «Мідлсбро»
В Каталонії Мендьєта повернувся на колишній рівень, але після закінчення сезону клуб, що знаходивься у фінансовій кризі, не зміг викупити контракт Гаїски і наступний сезон Мендьєта змушений був розпочати в оренді в іншому клубі — англійському «Мідлсбро». По завершенню сезона «боро» викупило контракт Мендьети, але повернутися на колишній рівень він уже не зміг. Тільки в першому сезоні Мендьєта був гравцем основи, потім послідувала важка травма (розрив хрестоподібних зв'язок коліна). «Мідлсбро» при Мендьєті виграв Кубок англійської ліги 2004 року, а у фіналі Кубка УЄФА 2006 поступився іспанській «Севільї», але Мендьєта участі в грі не брав.
Через перелом плеснової кістки стопи півзахисник пропустив старт сезону 2006/07. Втомившись від травм та тривалого лікування Мендьєта наприкінці 2007 року заявив про завершення кар'єри по завершенню сезона. Його сватали в MLS, але 2008 року, після закінчення контракту з «Мідлсбро», Мендьєта завершив кар'єру.

## Виступи за збірні
1991 року дебютував у складі юнацької збірної Іспанії, взяв участь у 5 іграх на юнацькому рівні.
Протягом 1993–1996 років залучався до складу молодіжної збірної Іспанії, у складі якою брав участь у молодіжних чемпіонатах Європи 1994 та 1996 років, ставши бронзовим і срібним призером турнірів відповідно. На молодіжному рівні зіграв у 16 офіційних матчах.
1996 року захищав кольори олімпійської збірної Іспанії на іграх в Аталанті, де збірна дійшла до чвертьфіналу. У складі цієї команди провів 2 матчі.
27 березня 1999 року дебютував в офіційних іграх у складі національної збірної Іспанії, вийшовши на поле замість Хуана Карлоса Валерона в матчі-кваліфікації до Євро-2000 проти збірної Австрії (9:0).
У складі збірної був учасником чемпіонату Європи 2000 року у Бельгії та Нідерландах та чемпіонату світу 2002 року в Японії і Південній Кореї. На Євро Гаїска був одним з лідерів іспанської збірної, але підопічні Хосе-Антоніо Камачо вилетіли вже в чвертьфіналі турніру, програвши майбутнім переможцям — французам. Мендьєта по ходу Євро забив два голи і обидва з пенальті. На чемпіонаті світу іспанці без проблем подолали груповий етап, а от у 1/8 лише в серії пенальті обіграли ірландців. Переможний удар на свій рахунок записав Мендьєта. Але в чвертьфіналі іспанці знову оступилися, цього разу програвши в серії пенальті господарям мундіалю — збірній Південної Кореї.
Свій останній матч за збірну Мендьєта провів через чотири місяці після чемпіонату світу проти збірної Болгарії, всього награвши за збірну 40 матчів та відзначившись вісьмома забитими м'ячами.

## Титули і досягнення

### Командні
- Володар Кубка Іспанії (1):

«Валенсія»: 1998-99
- Володар Суперкубка Іспанії (1):

«Валенсія»: 1999
- Володар Кубка Футбольної ліги (1):

«Мідлсбро»: 2003-04
- Володар Кубка Інтертото (1):

«Валенсія»: 1998

### Особисті
- Найкращий півзахисник Європи за версією УЄФА: 2000, 2001[15]
- У складі символічної збірної року за версією ESM: 2000-01

## Статистика

### Клубна
| Чемпіонат | Чемпіонат    | Чемпіонат        | Ліга | Ліга                               | Кубок         | Кубок         | Кубок ліги             | Кубок ліги             | Континент. змаг. | Континент. змаг. | Всього | Всього |
| Сезон     | Клуб         | Ліга             | Ігри | Голи                               | Ігри          | Голи          | Ігри                   | Голи                   | Ігри             | Голи             | Ігри   | Голи   |
| Іспанія   | Іспанія      | Іспанія          | Ліга | Ліга                               | Кубок Іспанії | Кубок Іспанії | Кубок іспанської ліги  | Кубок іспанської ліги  | Європа           | Європа           | Всього | Всього |
| --------- | ------------ | ---------------- | ---- | ---------------------------------- | ------------- | ------------- | ---------------------- | ---------------------- | ---------------- | ---------------- | ------ | ------ |
| 1991/92   | «Кастельйон» | Сегунда Дивізіон | 16   | 0                                  |               |               |                        |                        |                  |                  |        |        |
| 1992/93   | «Валенсія»   | Ла Ліга          | 2    | 0                                  | 0             | 0             | -                      | -                      | 0                | 0                | 2      | 0      |
| 1993/94   | «Валенсія»   | Ла Ліга          | 20   | 2                                  | 0             | 0             | -                      | -                      | 0                | 0                | 20     | 2      |
| 1994/95   | «Валенсія»   | Ла Ліга          | 13   | 1                                  | 3             | 0             | -                      | -                      | -                | -                | 16     | 1      |
| 1995/96   | «Валенсія»   | Ла Ліга          | 34   | 0                                  | 8             | 0             | -                      | -                      | -                | -                | 42     | 0      |
| 1996/97   | «Валенсія»   | Ла Ліга          | 30   | 1                                  | 0             | 0             | -                      | -                      | 6                | 0                | 36     | 1      |
| 1997/98   | «Валенсія»   | Ла Ліга          | 30   | 10                                 | 5             | 0             | -                      | -                      | -                | -                | 35     | 10     |
| 1998/99   | «Валенсія»   | Ла Ліга          | 38   | 7                                  | 7             | 5             | -                      | -                      | 10               | 0                | 55     | 12     |
| 1999/00   | «Валенсія»   | Ла Ліга          | 33   | 13                                 | 2             | 1             | -                      | -                      | 9                | 5                | 44     | 19     |
| 2000/01   | «Валенсія»   | Ла Ліга          | 31   | 11                                 | 0             | 0             | -                      | -                      | 13               | 2                | 44     | 13     |
| Італія    | Італія       | Італія           | Ліга | Ліга                               | Кубок Італії  | Кубок Італії  | Кубок Ліги             | Кубок Ліги             | Європа           | Європа           | Всього | Всього |
| 2001/02   | «Лаціо»      | Серія A          | 20   | 0                                  |               |               |                        |                        | 7                | 0                | 27     | 0      |
| Іспанія   | Іспанія      | Іспанія          | Ліга | Ліга                               | Кубок Іспанії | Кубок Іспанії | Кубок іспанської ліги  | Кубок іспанської ліги  | Європа           | Європа           | Всього | Всього |
| 2002/03   | «Барселона»  | Ла Ліга          | 33   | 4                                  | 1             | 0             | -                      | -                      | 13               | 1                | 47     | 5      |
| Англія    | Англія       | Англія           | Ліга | Ліга                               | Кубок Англії  | Кубок Англії  | Кубок англійської ліги | Кубок англійської ліги | Європа           | Європа           | Всього | Всього |
| 2003/04   | «Мідлсбро»   | Прем'єр-ліга     | 31   | 2                                  | 1             | 0             | 6                      | 1                      | 0                | 0                | 38     | 3      |
| 2004/05   | «Мідлсбро»   | Прем'єр-ліга     | 7    | 0                                  | 0             | 0             | 0                      | 0                      | 1                | 0                | 8      | 0      |
| 2005/06   | «Мідлсбро»   | Прем'єр-ліга     | 17   | 2                                  | 6             | 1             | 0                      | 0                      | 6                | 0                | 29     | 3      |
| 2006/07   | «Мідлсбро»   | Прем'єр-ліга     | 7    | 0                                  | 0             | 0             | 1                      | 0                      | 0                | 0                | 8      | 0      |
| 2007/08   | «Мідлсбро»   | Прем'єр-ліга     | 0    | 0                                  | 0             | 0             | 1                      | 0                      | 0                | 0                | 0      | 0      |
| Країна    | Іспанія      | Іспанія          | 280  | 49\|\|\|\|\|\|\|\|\|\|\|\|\|\|\|\| |               |               |                        |                        |                  |                  |        |        |
| Країна    | Італія       | Італія           | 20   | 0\|\|\|\|\|\|\|\|\|\|\|\|\|\|\|\|  |               |               |                        |                        |                  |                  |        |        |
| Країна    | Англія       | Англія           | 62   | 4                                  | 7             | 1             | 7                      | 1                      | 7                | 0                | 83     | 6      |
| Всього    | Всього       | Всього           | 362  | 54\|\|\|\|\|\|\|\|\|\|\|\|\|\|\|\| |               |               |                        |                        |                  |                  |        |        |

### Збірна
| Збірна Іспанії | Збірна Іспанії | Збірна Іспанії |
| Роки           | Ігри           | Голи           |
| -------------- | -------------- | -------------- |
| 1999           | 9              | 1              |
| 2000           | 13             | 3              |
| 2001           | 8              | 3              |
| 2002           | 10             | 1              |
| Всього         | 40             | 8              |